# Zilla (plante)
Pour les articles homonymes, voir Zilla.
Genre
Classification APG III (2009)
Zilla est un genre de plante à fleurs de la famille des Brassicacées.

## Liste des espèces et sous-espèces
Selon NCBI (20 mai 2013) :
- Zilla spinosa
  - sous-espèce Zilla spinosa subsp. macroptera
  - sous-espèce Zilla spinosa subsp. spinosa

Selon Tropicos (20 mai 2013) (Attention liste brute contenant possiblement des synonymes) :
- Zilla biparmata O.E. Schulz
- Zilla chamaerapistrum Boiss.
- Zilla macroptera Coss.
- Zilla microcarpa Vis.
- Zilla myagroides Forssk.
- Zilla schouwioides Boiss.
- Zilla spinosa Prantl